# John W. Wall
John William Wall (als Autor bekannt unter dem Pseudonym Sarban; geboren am 6. November 1910 in Mexborough, Yorkshire; gestorben am 11. April 1989 in Pen-Y-Fan, Monmouthshire) war ein britischer Autor phantastischer Erzählungen und Diplomat. Sein bekanntestes Buch ist der Roman Hörnerschall (The Sound of His Horn, 1952).

## Leben
Walls Eltern waren John William Wall, ein Schaffner bei der Great Central Railway, und Maria Ellen Wall, geborene Moffatt. Er war der Jüngste von fünf überlebenden Geschwistern. Er wuchs in kleinstädtisch-ländlicher Umgebung auf und besuchte öfters die Farm der Familie des Vaters in der Nähe von Beltoft bei Belton. Er war ein begabter Schüler und erhielt zunächst ein Stipendium für die weitergehende Schule in Mexborough und danach für das Jesus College in Cambridge. Ihm zufolge hatte er schon damals den Kolonialdienst ins Auge gefasst, unter anderem, da eines seiner Vorbilder der Dichter und Diplomat James Elroy Flecker war, Autor von The Golden Journey to Samarkand.
Er entschied sich daher in Cambridge für ein entsprechendes Sprachenstudium und absolvierte die Tripos-Prüfung mit Auszeichnung und danach die Prüfung des diplomatischen Dienstes. Im September 1933 erhielt er eine Stelle als Vizekonsul auf Probe in Beirut und in der Folge weitere Posten als Vizekonsul in Kairo (1936), zweiter Konsularsekretär in Jedda (1939), weitere Posten in Täbris (1944), Isfahan (1946), Casablanca (1947), Bahrain (1952) und Salonika (1955). Von 1957 bis 1959 war Wall Botschafter in Paraguay und von 1963 bis zu seinem Ausscheiden 1966 war er Generalkonsul in Alexandria. 
1946 hatte Wall seine spätere Frau Eleanor Alexander Riesle kennengelernt, 1950 geheiratet und zusammen hatten sie eine Tochter. 1971 wurde die Verbindung getrennt. 
Ende 1947 hatte Wall zwei  Kurzgeschichten geschrieben, Ringstones und A Christmas Story. Zusammen mit drei weiteren erschienen sie unter dem Pseudonym Sarban 1951 als Ringstones and Other Curious Tales. Es folgte 1952 der Roman The Sound of His Horn und 1953 eine weitere Sammlung mit drei Kurzgeschichten, The Doll Maker and Other Tales of the Uncanny. Diese drei Bücher, der Roman und insgesamt acht Kurzgeschichten war alles, was Wall zu Lebzeiten publizierte, sämtlich bei dem Verleger Peter Davies. Erst postum erschien eine Reihe weiterer, bis dahin unveröffentlichter Erzählungen.
Walls erster Versuch mit einer längeren Form war der Kurzroman The Discovery of Heretics, der jedoch von Davies abgelehnt wurde und erst 2010 bei Tartarus Press zusammen mit anderen bis dahin unveröffentlichten Erzählungen Walls erschien. Im Sommer 1950 schrieb Walls in Kairo den Roman The Sound of His Horn (deutsch Hörnerschall), der sein bekanntestes Werk ist. Es handelt sich im Kern um eine Erzählung aus einer Alternativwelt in die der Protagonist auf seiner Flucht aus einem deutschen Kriegsgefangenenlager 1943 auf unerklärliche Weise geraten ist. In dieser Welt, in der man das Jahr 102 des „Ersten Deutschen Jahrtausends“ schreibt, haben die Deutschen den Zweiten Weltkrieg gewonnen und beherrschen nun die Welt. Die obersten Nazis gönnen sich in dieser Zukunft bizarre Unterhaltungen, zu denen auch die Veranstaltung von Menschenjagden in einem ausgedehnten „Reichsforst“ gehört.
Nachdem Wall 1966 aus dem diplomatischen Dienst ausgeschieden war, arbeitete er weiter für das Foreign Office als Dozent in London und ab 1970 sechseinhalb Jahre für das GCHQ in Cheltenham. Nach seiner Pensionierung lebte Wall in Monmouthshire in Wales, wo er 1989 im Alter von 79 Jahren gestorben ist. Seine Asche wurde im Fellows’ Garden des Jesus College in Cambridge verstreut.
Wall hatte behauptet, nach 1951 weder Zeit noch Lust zum Schreiben gehabt zu haben. Tatsächlich fanden sich in seinem Nachlass eine Reihe inzwischen veröffentlichter Erzählungen, außerdem ein umfangreicher Roman The Gynarchs, den er 1965 geschrieben hatte, sowie ein Romanfragment, ein Roman ohne Titel, bei dem er mit einem Kollegen aus dem diplomatischen Dienst zusammengearbeitet hatte und ein Roman mit dem Titel Sysgol, den Wall unter Verwendung einer Mischung aus Arabisch und Kurzschrift notierte, weshalb das Manuskript bislang nicht entziffert ist.

## Bibliografie
Roman
- The Sound of His Horn (1952)
  - Deutsch: Hörnerschall. 2002.

Sammlungen
- Ringstones and Other Curious Tales (1951)
- The Doll Maker and Other Tales of the Uncanny (1953)
- The Sound of His Horn and The King of the Lake (1998)
- The Sacrifice and Other Stories (2002)
- The Sarban Omnibus (2008)
- Discovery of Heretics: Unseen Writings (2010)
- The Sound of His Horn and Other Stories (2016)

Kurzgeschichten
- Ringstones (1951, Buchveröffentlichung 1961)
- A Christmas Story (1951)
- Capra (1951)
- Calmahein (1951)
- The Khan (1951)
- A House of Call (1953)
- The Dollmaker (1953, Buchveröffentlichung 1960)
  - Deutsch: Der Puppenmacher. 2000.
- The Trespassers (1953)
- The King of the Lake (1999)
- Number Fourteen (2000)
- The Sacrifice (2002)
- The Sea-Things (2002)
- “Their Blood Cannot Die” (2010)
- Agorit (2010)
- Aunt Rachel (2010)
- Discovery of Heretics (2010)
- Fergus Aran (2010)
- Never Go Back (2010)
- The Artemists (2010)
- The Consul (2010)
- The Father (2010)
- The Gynarchs (2010)
- The Herbs of Miss Aran (2010)
- The Papers of Henry Sugden (2010)